# Élise-Daucourt

Élise-Daucourt este o comună în departamentul Marne, Franța. În 2009 avea o populație de 107 de locuitori.

|                              |
| Biserica Sf. Julian în Élise |

|                        |
| Fosta primărie a Élise |

|                                   |
| Biserica Sf. Nicolae din Daucourt |

|                            |
| Colț în mediul rural Élise |